# Newtown St. Boswells
Newtown St. Boswells is de hoofdplaats van het Schotse raadgebied Scottish Borders. De plaats ligt ten zuiden van de Eildon Hills, ongeveer 65 kilometer ten zuiden van Edinburgh. Newtown St. Boswells telt 1470 inwoners. De rivier Tweed loopt ten oosten van de plaats.
De plaats ligt aan de A68, die een verbinding vormt met Edinburgh, Jedburgh en Newcastle upon Tyne. Net ten noorden van de plaats start de A6091, die loopt naar Melrose en Galashiels.

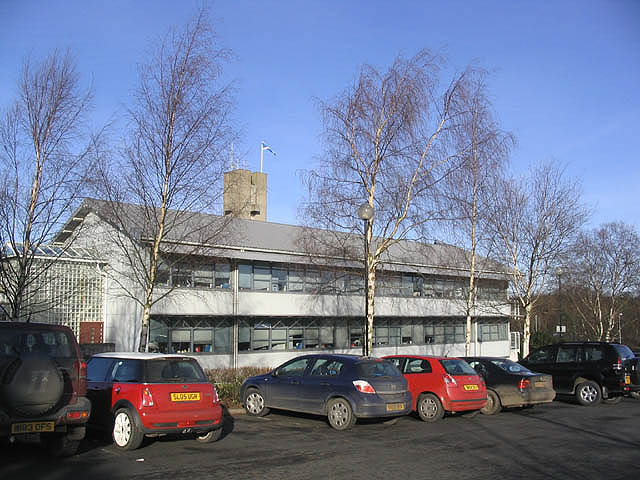
Regionaal kantoor van het Scottisch Borders Council
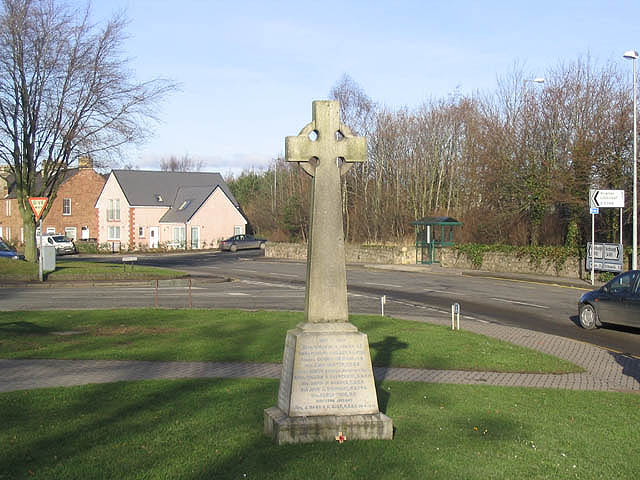
Newton St Boswells